# Трофей Браво
Трофей Браво (італ. Trofeo Bravo) — персональний трофей, який присуджував італійський спортивний журнал Guerin Sportivo найкращому молодому футболісту в Європі. Був своєрідним аналогом Золотого м'яча для молодих футболістів.
Заснований 1978 року, до 1992 року вимогами для кандидатів на одержання трофея були вік до 23 років та виступи у команді, що протягом сезону брала участь у розіграші одного з єврокубків (Кубка чемпіонів, Кубка Кубків та Кубка УЄФА). З 1992 року володарем трофею міг стати гравець будь-якого клубу, що виступав у будь-якому європейському чемпіонаті, не старший 21 року.
Трофей присуджали за результатами європейського футбольного сезону у форматі «осінь-весна». Нагородження трофеєм було припинене після сезону 2014/15 років.

## Володарі
Загалом трофей присуджували 38 разів, його володарями стали 36 футболістів. Двічі володарями Трофею Браво ставали іспанець Еміліо Бутрагеньйо (в сезонах 1984—85 та 1985—86) та бразилець Роналду (в сезонах 1996—97 та 1997—98).
П'ятеро молодих гравців, що виборювали Трофей Браво, у наступному підтвердили свій статус найкращих футболістів континенту, отримавши Золотий м'яч:
- Марко ван Бастен: Трофей Браво — у 1987; Золотий м'яч — тричі, уперше в 1988;
- Роберто Баджо: Трофей Браво — у 1990; Золотий м'яч — у 1993;
- Роналду: Трофей Браво — двічі, у 1997 та 1998; Золотий м'яч — двічі, вперше у тому ж 1997;
- Кріштіану Роналду: Трофей Браво — у 2004; Золотий м'яч — п'ять раз, уперше у 2008;
- Ліонель Мессі: Трофей Браво — у 2007; Золотий м'яч — шість раз, вперше у 2009.

Нижче наведений повний перелік володарів Трофею Браво та кількість таких трофеїв за країною лауреатів.
| Сезон   | Футболіст             | Клуб                  | Країна     |
| ------- | --------------------- | --------------------- | ---------- |
| 1977—78 | Джиммі Кейс           | «Ліверпуль»           | Англія     |
| 1978—79 | Гаррі Бертлс          | «Ноттінгем Форест»    | Англія     |
| 1979—80 | Гансі Мюллер          | «Штутгарт»            | Німеччина  |
| 1980—81 | Джон Ворк             | «Іпсвіч Таун»         | Шотландія  |
| 1981—82 | Гері Шоу              | «Астон Вілла»         | Англія     |
| 1982—83 | Массімо Боніні        | «Ювентус»             | Сан-Марино |
| 1983—84 | Убальдо Ріґетті       | «Рома»                | Італія     |
| 1984—85 | Еміліо Бутрагеньйо    | «Реал» (Мадрид)       | Іспанія    |
| 1985—86 | Еміліо Бутрагеньйо    | «Реал» (Мадрид)       | Іспанія    |
| 1986—87 | Марко ван Бастен      | «Аякс»                | Нідерланди |
| 1987—88 | Елі Охана             | «Мехелен»             | Ізраїль    |
| 1988—89 | Паоло Мальдіні        | «Мілан»               | Італія     |
| 1989—90 | Роберто Баджо         | «Фіорентіна»          | Італія     |
| 1990—91 | Роберт Просінечкі     | «Црвена Звезда»       | Югославія  |
| 1991—92 | Жузеп Гвардіола       | «Барселона»           | Іспанія    |
| 1992—93 | Раян Гіггз            | «Манчестер Юнайтед»   | Уельс      |
| 1993—94 | Крістіан Пануччі      | «Мілан»               | Італія     |
| 1994—95 | Патрік Клюйверт       | «Аякс»                | Нідерланди |
| 1995—96 | Алессандро Дель П'єро | «Ювентус»             | Італія     |
| 1996—97 | Роналду               | «Барселона»           | Бразилія   |
| 1997—98 | Роналду               | Інтер                 | Бразилія   |
| 1998—99 | Джанлуїджі Буффон     | «Парма»               | Італія     |
| 1999—00 | Ікер Касільяс‎         | «Реал» (Мадрид)       | Іспанія    |
| 2000—01 | Овен Харгрівз         | «Баварія»             | Англія     |
| 2001—02 | Крістоф Метцельдер    | «Боруссія» (Дортмунд) | Німеччина  |
| 2002—03 | Вейн Руні             | «Евертон»             | Англія     |
| 2003—04 | Кріштіану Роналду     | «Манчестер Юнайтед»   | Португалія |
| 2004—05 | Ар'єн Роббен          | «Челсі»               | Нідерланди |
| 2005—06 | Сеск Фабрегас         | «Арсенал»             | Іспанія    |
| 2006—07 | Ліонель Мессі         | «Барселона»           | Аргентина  |
| 2007—08 | Карім Бензема         | «Ліон»                | Франція    |
| 2008—09 | Серхіо Бускетс        | «Барселона»           | Іспанія    |
| 2009—10 | Томас Мюллер          | «Баварія»             | Німеччина  |
| 2010—11 | Еден Азар             | «Лілль»               | Бельгія    |
| 2011—12 | Марко Верратті        | «Пескара»             | Італія     |
| 2012—13 | Іско                  | «Малага»              | Іспанія    |
| 2013—14 | Поль Погба            | «Ювентус»             | Франція    |
| 2014—15 | Доменіко Берарді      | «Сассуоло»            | Італія     |

| Країна     | К-ть трофеїв |
| Італія     | 8            |
| Іспанія    | 7            |
| Англія     | 5            |
| Нідерланди | 3            |
| Німеччина  | 3            |
| Бразилія   | 2            |
| Франція    | 2            |
| Аргентина  | 1            |
| Бельгія    | 1            |
| Ізраїль    | 1            |
| Португалія | 1            |
| Сан-Марино | 1            |
| Уельс      | 1            |
| Шотландія  | 1            |
| Югославія  | 1            |